# 한신 (성우)
한신(1983년 5월 1일 ~ )은 대한민국의 성우로, 2010년 교육방송 성우극회 공채 22기로 입사했다가, 2012년 CJ E&M 성우극회 공채 8기로 입사했다. 배우자는 같은 소속이자 공채의 성우인 방연지다.

## 출연 작품
굵은 글씨는 메인 캐릭터.

### 애니메이션
- 마법돼지 핑키 (투니버스) - 지미, 은행강도
- 도깨비언덕에 왜 왔니? (투니버스) - 이무기
- 베이블레이드 버스트 (애니박스) - 호락, 호익
- 명탐정 코난 (투니버스) - 남자1, 남자5, 경비, 하선기, 치한, 담임, 검시관, 좀비, 남학생
- 괴도 키드 (투니버스) - 조종사, 경찰2, 남학생2
- 도쿄 매그니튜드 8.0 (투니버스)
- 짱구는 못말려 (투니버스)
- 요괴워치 (투니버스) - 로보냥, 타라락
- 원피스 (투니버스) - 베리굿 대령, 부하4, 해군4, 해군3, 조선공3, 조선공1
- 스켓 댄스 (투니버스) - 지각생
- 치즈 스위트 홈 (투니버스)
- 럭키프레드 (투니버스) - 토마스, 카리부
- 테니스의 왕자 (투니버스) - 히가시카타
- 닌자보이 란타로 (투니버스)
- 나루토 SD - 록 리의 청춘 닌자전 (투니버스)
- 지켜줘 롤리팝 (투니버스) - 부엉이, 남학생2
- 나루토 질풍전 (투니버스) - 시이
- 웨딩피치 (투니버스) - 신랑3, 사회자
- 탐험 드리랜드 (투니버스) - 판
- 새로운 아따맘마 (투니버스) - 아빠 친구
- 싱싱초밥단 코부시 (투니버스) - 푸팡
- 최강! 탑플레이트 (SBS) - 최진덕
- 아이 엠 스타! (투니버스) - 레오[1], 감독[2]
- 안녕 자두야 (SBS, 투니버스)
- 치치랜드 (투니버스) - 크레니
- 헬로 카봇 (KBS) - 블래스터
  - 헬로 카봇 유니버스 (SBS) - 제트크루저
  - 헬로 카봇 뱅 (SBS) - 나노티스
- 괴도 조커 (카툰네트워크) - 블루 선장 외 각종 단역
- 포켓몬스터 썬&문 (투니버스) - 쿠쿠이 박사
- 안녕! 보노보노 (투니버스) - 다람쥐 아저씨, 대롱
- 다이노코어 (투니버스) - 케라토
- 리틀펫샵
- 내 친구 코리리 - 아빠
- 빠샤메카드 (투니버스) - 코포, 히어로드
- 비밀♥비밀의 에그엔젤 코코밍 (디즈니채널) - 미소 아빠, 포츠밍, 코코선생
- 라푼젤의 모험 (디즈니채널) - 유진 피츠허버트
- 몰리 맥기와 유령 (디즈니+) - 링컨
- 신비아파트 444호 - 술래귀, 도립귀
- 신비아파트: 고스트볼X의 탄생 두 번째 이야기(투니버스) - 유태훈(17화)
- 신비아파트 고스트볼 ZERO(투니버스) - 충호귀, 남명일
- 히어로스쿨Z - 대장 개미
- 시노스톤 (KBS1) - 혼마
- 뛰뛰빵빵 구조대 2 (KBS) - 킹코브라, 이구아나2
- 디지몬 고스트 게임 (재능TV) - 아이즈몬

### 애니메이션 영화
- 원피스 필름 Z - 빈즈
- 명탐정 코난: 은빛 날개의 마술사 - 부장 한준혁
- 짱구는 못말려 극장판: 습격!! 외계인 덩덩이 - 판매원
- 코코 - 구스타보
- 극장판 요괴워치: 섀도우 사이드 도깨비 왕의 부활 - 어둠깨비 대장
- 인크레더블 2 - 체드 브랜들리
- 주먹왕 랄프 2: 인터넷 속으로
- 공룡메카드: 타이니소어의 섬 - 토파, 알키온
- 소울 - 폴
- 뽀로로 극장판 바닷속 대모험 - 머록

### 외화
- 자이언트 세이버 - 새우 병정2
- 퓨어엔젤 미라클 매직 (투니버스) - 유미 애인
- 어린이 경찰 - 쿠니미츠 신
- 메리 포핀스 리턴즈 - 마이클 뱅크스
- 호두까기 인형과 4개의 왕국 - 할리 퀸
- 토르: 라그나로크 - 코그(타이카 와이티티)
- 토르: 러브 앤 썬더 - 코르그(타이카 와이티티) /크래글린(숀 건)
- 백설공주 - 왕(해들리 프레이저)

### 방송
- 두뇌왕 아인슈타인 (KBS)

### 게임
- 마비노기 영웅전 - 루 라바다
- 하스스톤 - 험상궂은 손님, 제왕 타우릿산
- 오버워치 - 한조
- 월드 오브 워크래프트 - 오그림 둠해머
- 던전앤파이터 - 원귀
- 삼국블레이드
- 음양사 - 흑무상
- 세븐나이츠 - 엔류
- 얼티밋 스쿨 - 양전
- 문명6 - 남자 나래이션
- 메이플스토리 - 호크아이 (신의 도시 세르니움), 롤랜드
- 데스티니 가디언즈 - 밴시-44
- 리그오브레전드 - 리신,사일러스
- 디버스오더 - 실드 하운드 갈렉

### 특촬물
- 가면라이더X가면라이더 드라이브&가이무 MOVIE 대전 풀 스로틀 - 조르크 토죠, 가면라이더 루팡

### EBS
- 모여라 딩동댕 - 제 3대 번개맨 (번개타운 시즌1)

1. ↑  라임, 리키의 아버지. 온 세계를 돌아다니며 알려지지 않은 음식을 찾는 일을 하고 있다.
2. ↑  (게스트 출연)